# Snatched (película de 2017)
Snatched (Descontroladas en España e Hispanoamérica) y (Viaje Salvaje en Argentina) es una película de comedia estadounidense de 2017 dirigida por Jonathan Levine, escrita por Katie Dippold, y protagonizada por Amy Schumer y Goldie Hawn.
La película fue estrenada en cines el 12 de mayo de 2017 y contó con un presupuesto estimado de $42.000.000. Tuvo locaciones en Nueva York y en Hawái

## Sinopsis
Cuando su novio la echa a perder antes de sus exóticas vacaciones y ser despedida de su trabajo, Emily Middleton (Amy Schumer) persuade a su ultra-cautelosa y agorafóbica madre (Goldie Hawn) para viajar con ella a Ecuador, con resultados inesperados. Tras ser secuestradas por un grupo de maleantes comenzarán una aventura salvaje en la que su vínculo como madre e hija se irá fortaleciendo mientras intentan escapar.

## Elenco
- Amy Schumer como Emily Middleton.
- Goldie Hawn como Linda Middleton.
- Ike Barinholtz como Jeffrey Middleton.
- Tom Bateman como James.
- Wanda Sykes como Ruth.
- Joan Cusack como Barb.
- Óscar Jaenada como Morgado.
- Christopher Meloni como Roger Simmons.
- Arturo Castro como Dr. Armando.
- Kim Caramele como La compradora.
- Raven Goodwin como Lew, la jefa de la tienda.
- Katie Dippold como La segunda compradora.
- Randall Park como Michael.
- Luis R. Espinoza como Conductor del Taxi.
- Luis F. Ramirez como El hombre con bandeja.
- Daniel Bess como el Recepcionista.
- Moani Hara como Mujer sexy.
- Ty Quiamboa como Barman.
- Fidel Salcido como Camarero de playa.
- Nicholas J. Lockwood como Jacob.[2]